# Duranus
Duranus é uma comuna  francesa, situada no departamento de Alpes-Maritimes e na região de Provence-Alpes-Côte d'Azur.

## Geografia
A comuna atinge a altitude máxima de  1504 m  no Monte Rocca Sera

## História
Na saída da aldeia e na direcção de Saint-Jean-la-Rivière) encontra-se encontra-se a Cascada dos Franceses, lugar elevado onde ocorreu a resistência  dos Barbetos contra a ocupação do condado de Nice pelas tropas francesas durante a Revolução Francesa: os soldados franceses foram precipitados do alto desta falésia a 300 m do Vésubie de cima para baixo.

## Administração
| Período                                       | Nome          | Partido | Qualidade |
| --------------------------------------------- | ------------- | ------- | --------- |
| Março de 2001                                 | M. Henri Roux |         |           |
| Os dados anteriores ainda não são conhecidos. |               |         |           |

## Demografia
| 1962                            | 1968 | 1975 | 1982 | 1990 | 1999 |
| ------------------------------- | ---- | ---- | ---- | ---- | ---- |
|                                 |      |      | 118  | 142  | 156  |
| Númenro retido a partir de 1968 |      |      |      |      |      |

## Lugares e monumentos
Existem ários lugares a visitar nesta comuna, como sejam:
- Ruínas de Roccasparvierra

(antiga aldeia do século XII)e).
- Capela de Ste Eurosie et St Michel.
- Belvédère du "Salto dos Franceses".
- Antiga mina arsénico.

Também é possível fazer caminhadas pedestres na montanha(Monts Férion, 1412m, Roccassierra, 1501m).
Pratica-se a canoagem. 

## Festas e tradições
Festa patronal a 29 de Setembro.

## Artesanato
Oleiros e pintores

## Cidades vizinhas
Levens (8 km), Utelle (17 km), Lantosque (16 km)